# Taranis

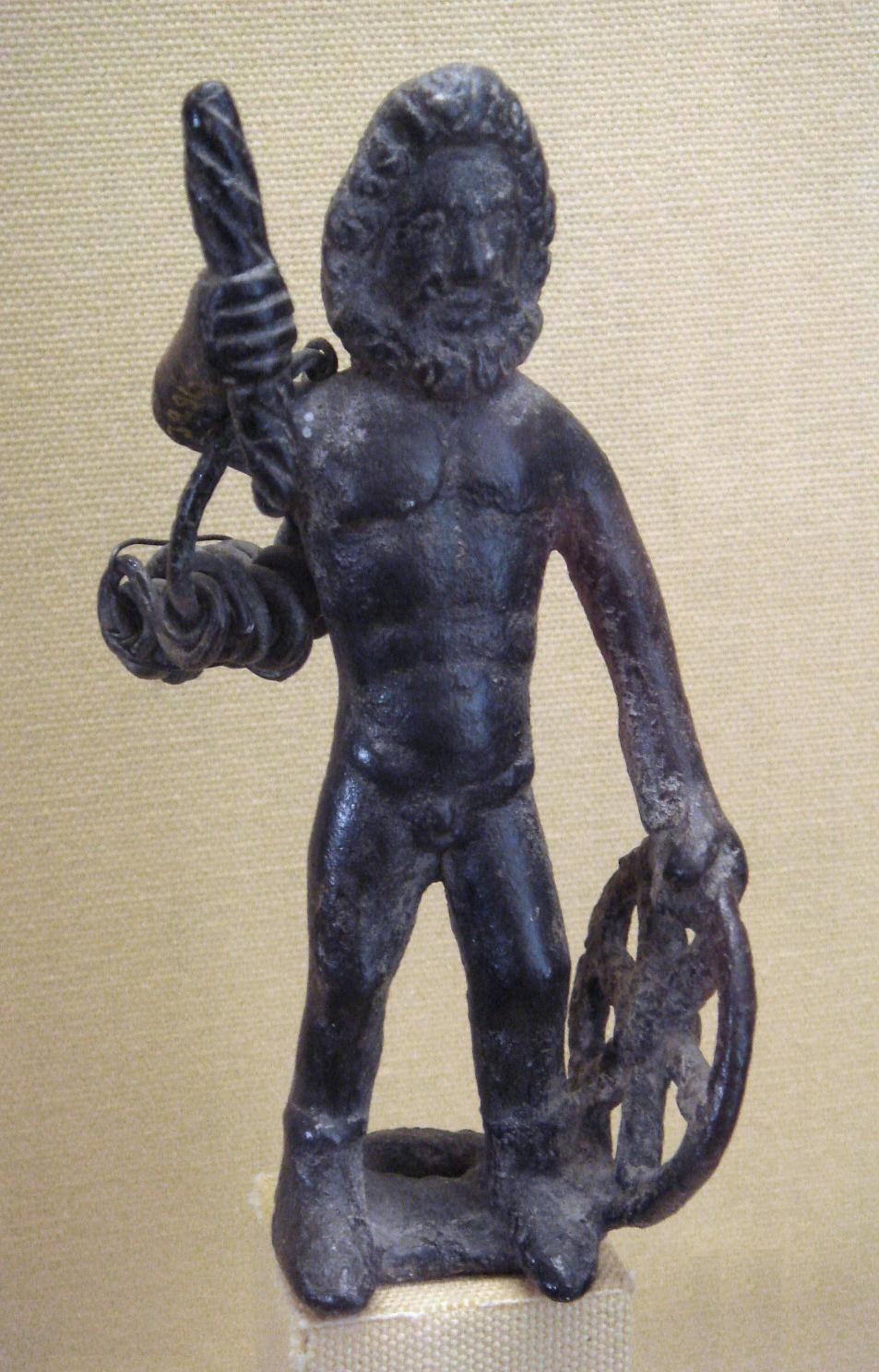
Taranis (Júpiter con la rueda y rayo), Le Chatelet, Gourzon, Haute-Marne, Francia.

Taranis es un dios principal de la mitología celta, también llamado el atronador, cuyo culto se desarrolló sobre todo en la Galia, el país de los astures, los cántabros y la Bretaña romana. Un escolio de la Farsalia equipara a Dis Pater con Taranis.
Era el dios estruendoso, del trueno, la luz y el cielo, la rueda cósmica que simboliza el ritmo de las noches y de los días, el universo en su globalidad, la noción de infinito. 
Representa el ruido, la destrucción, la fuerza sobrenatural de las tormentas. Su nombre refleja todo ese simbolismo, protector de la tribu y dios guerrero, representado como un hombre con barba a pie o montado caballo, portando en una mano un rayo o una rueda, o en ocasiones ambas cosas. Formaba parte de la tríada llamada "dioses de la noche" junto a Esus, dios o señor de los árboles, y Teutates, dios guerrero. Al igual que su compañero Teutates, también simbolizaba la lucha; los druidas le dedicaban sacrificios para calmar su ira, en ocasiones prisioneros de guerra que eran inmolados en una pira como evidenció el poeta romano Marco Anneo Lucano en su obra inacabada Farsalia, ya que sus creencias atribuían a Taranis las tempestades y las tormentas, pudiendo "hacer caer el cielo sobre sus cabezas". 
Se le atribuye además el nacimiento del muérdago mediante un rayo que cae en la rama de un roble, pasando a representar la unión entre el cielo y la tierra.
Su nombre proviene de taran, trueno, y podría asemejarse con Thor, de la mitología nórdica, o Júpiter, de la romana. Así mismo podría relacionarse con Zeus de la mitología griega o Candamio de la mitología íbera. En funciones, sin una relación clara y directa, también tendría características en común con el hindú Indra, y con el Yoruba Changó.

## Herencia
En Dinamarca se halla el Caldero de Gundestrup con una imagen más de este dios.
En Asturias se pueden encontrar ejemplos de Taranis en la toponimia, como Taranes (Ponga), Taraña (valle del Raigusu, Llaviana), Toraño (Margolles), Tárano (Cangas de Onís), Taramundi (Principado de Asturias), Tarna en León el monte Teleno y en el valle de la Comarca de Tarazona y el Moncayo (Tarazona), en la Provincia de Zaragoza.
Las Fuentes Tamáricas que actualmente se encuentran en Palencia son otro ejemplo. También se sostiene que Lia Fáil da su origen al nombre en relación con esta deidad. Los montículos, túmulos de carácter fúnebre localizados en el condado de Meath, Irlanda, son un fuerte indicio de la expansión de la lengua gaélica en el periodo conocido como la Edad del Hierro por la Europa insular y continental.